# Remedios Amaya
María Dolores Amaya Vega (Sevilla, 1 mei 1962), beter bekend als Remedios Amaya, is een Spaans zangeres.

## Biografie
Remedios Amaya bracht haar eerste album uit in 1978 Vijf jaar later werd ze door de Spaanse openbare omroep geselecteerd om Spanje te vertegenwoordigen op het Eurovisiesongfestival 1983, dat gehouden werd in München. Met ¿Quién maneja mi barca? eindigde ze puntenloos laatste.
1961: Conchita Bautista · 
1962: Víctor Balaguer · 
1963: José Guardiola · 
1964: Tim, Nelly & Tony · 
1965: Conchita Bautista · 
1966: Raphael · 
1967: Raphael · 
1968: Massiel · 
1969: Salomé · 
1970: Julio Iglesias · 
1971: Karina · 
1972: Jaime Morey · 
1973: Mocedades · 
1974: Peret · 
1975: Sergio & Estíbaliz · 
1976: Braulio · 
1977: Micky · 
1978: José Vélez · 
1979: Betty Missiego · 
1980: Trigo Limpio · 
1981: Bacchelli · 
1982: Lucía · 
1983: Remedios Amaya · 
1984: Bravo · 
1985: Paloma San Basilio · 
1986: Cadillac · 
1987: Patricia Kraus · 
1988: La Década · 
1989: Nina · 
1990: Azúcar Moreno · 
1991: Sergio Dalma · 
1992: Serafín Zubiri · 
1993: Eva Santamaría · 
1994: Alejandro Abad · 
1995: Anabel Conde · 
1996: Antonio Carbonell · 
1997: Marcos Llunas · 
1998: Mikel Herzog · 
1999: Lydia · 
2000: Serafín Zubiri · 
2001: David Civera · 
2002: Rosa · 
2003: Beth · 
2004: Ramón · 
2005: Son de Sol · 
2006: Las Ketchup · 
2007: D'Nash · 
2008: Rodolfo Chikilicuatre · 
2009: Soraya · 
2010: Daniel Diges · 
2011: Lucía Pérez · 
2012: Pastora Soler · 
2013: El Sueño de Morfeo · 
2014: Ruth Lorenzo · 
2015: Edurne · 
2016: Barei · 
2017: Manel Navarro · 
2018: Alfred & Amaia · 
2019: Miki · 
2021: Blas Cantó · 
2022: Chanel · 
2023: Blanca Paloma · 
2024: Nebulossa · 
2025: Melody
- Biblioteca Nacional de España: XX1230581
- Bibliothèque nationale de France: cb13999065r (data)
- Gemeinsame Normdatei: 135119952
- International Standard Name Identifier: 0000 0000 5928 9313
- Library of Congress Control Number: no2007083056
- MusicBrainz: 445b6560-1eb6-4afe-87e4-33bc8a0acade
- Virtual International Authority File: 17007069
- WorldCat: E39PBJvmJ7VTWFXgtp9Hfg9JjC